# Yokota Takatoshi
Yokota Takatoshi (横田高松?   fallecido el  9 de noviembre de 1550) fue un sirviente bajo las órdenes del clan Takeda durante el período Sengoku de la historia de Japón.
Takayoshi se entrenó en las artes marciales desde una edad muy temprana, por lo que a través de los años se convirtió en un experto en el uso del arco y la flecha y aunque al inicio de sus servicios no figuró en ningún rango de autoridad dentro del ejército del clan, comenzó a ganar la admiración incluso de su maestro a lo largo de diversas campañas, por lo que fue ascendido al cargo de Capitán Ashigaru y fue reconocido posteriormente como uno de los Veinticuatro Generales de Takeda Shingen.
En 1550 Takeda Shingen vio a Murakami Yoshikiyo como una potencial amenaza para avanzar sobre la Provincia de Shinano por lo que envió a Takatoshi junto con Sanada Yukitaka a que asediaran la fortaleza de Murakami, conflicto que se conoce como Asedio de Toishi. 
La fortaleza cayó finalmente en 1551 después de la rendición de los ocupantes y más de 1,000 bajas del lado defensor. Desafortunadamente Takatoshi perdió la vida en el campo de batalla durante el conflicto.